# Wacław Sieroszewski

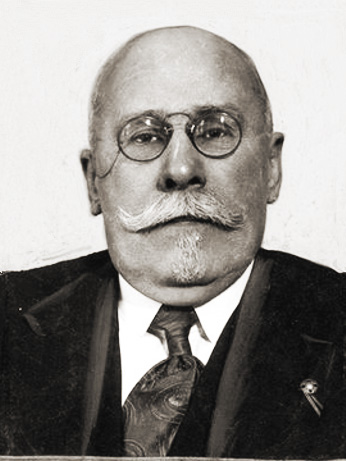
Wacław Sieroszewski

Wacław Kajetan Sieroszewski (24. srpen 1858, Wólka Kozłowska – 20. duben 1945, Piaseczno) byl polský spisovatel z okruhu Mladé Polsko (Młoda Polska).

## Život
Vyrůstal v péči širšího příbuzenstva, protože jeho otec byl uvězněn za podíl na Lednovém povstání (Powstanie styczniowe) v roce 1863 a jeho matka zemřela. Za účast v tajných studentských spolcích byl ruskou správou vyloučen z gymnázia. Učil se zámečníkem a studoval na železniční technické škole. Aktivně se zapojuje do sociálně demokratického hnutí v dělnickém prostředí. V roce 1878 byl uvězněn a příštího roku byl poslán do vyhnanství na Sibiř. 

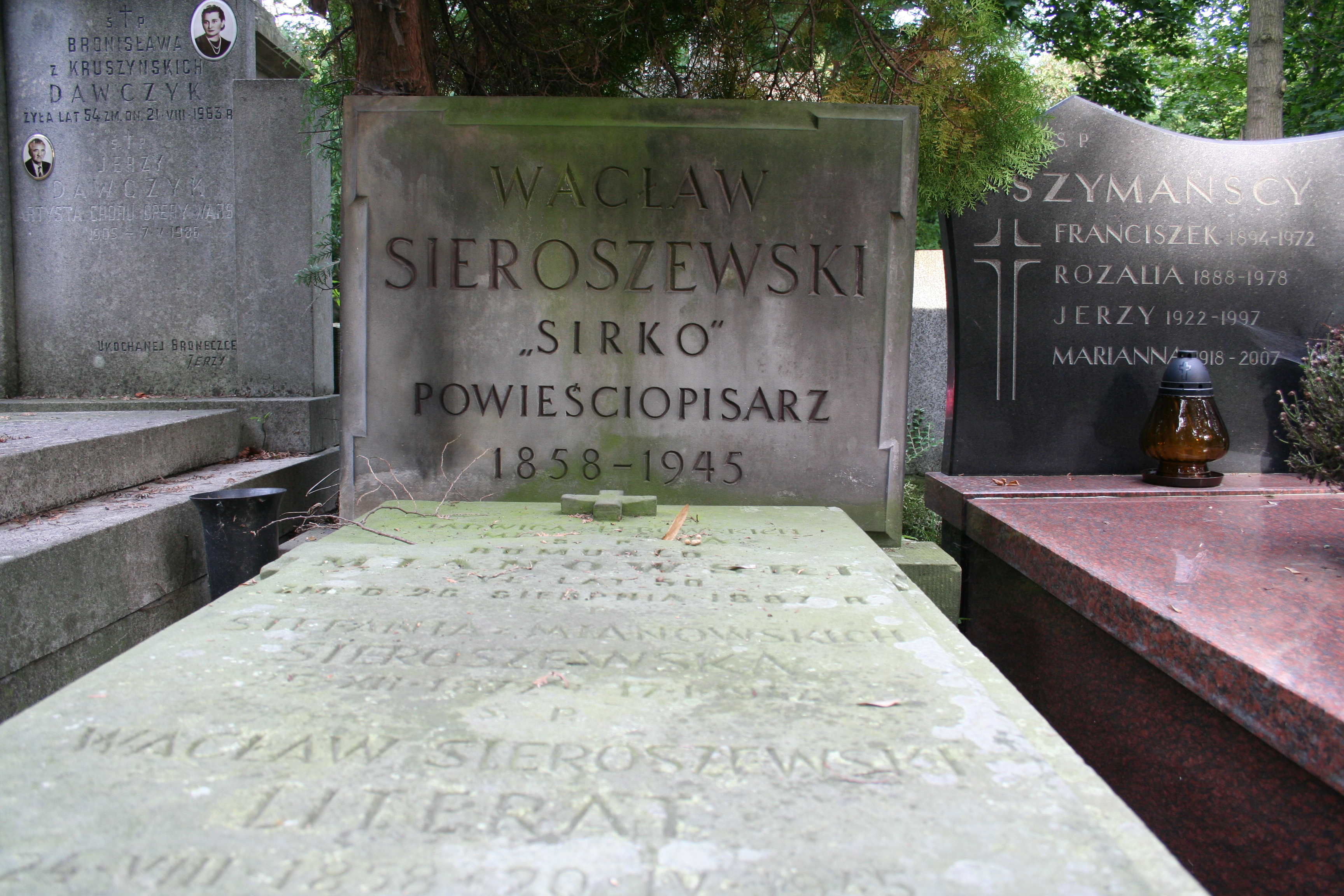
Jeho hrob ve Varšavě

Od roku 1880 pobýval ve Verchojansku, od roku 1882 v Irkutsku. Za své etnografické práce o Jakutsku získal ocenění ruské Zeměpisné společnosti a v roce 1898 mu bylo povoleno vrátit se na území Polského království (tzv. „Kongresové království“ 1815–1916). V roce 1900 byl opět uvězněn za účast na manifestaci při příležitosti druhého výročí odhalení pomníku Adama Mickiewicze ve Varšavě.
Vyhnán z Polského království odjíždí na vědeckou expedici do Japonska. Na ostrově Hokkaidó studuje život menšiny Ainu. V roce 1904 se přes Koreu, Čínu, Cejlon a Egypt vrátil do Varšavy. V období revoluce v roce 1905 byl opět vězněn. Přesídlil do Haliče (Rakousko-Uhersko) a žil v Krakově a v Zakopaném.
V letech 1910–1914 žil v Paříži. V době 1. světové války vstoupil do polských legií. V roce 1918 působil jako ministr informací a propagandy v Prozatímní lidové radě polské republiky (Tymczasowy Rząd Ludowy Republiki Polskiej, 6.11.1918 – 17.11.1918) v Lublinu. V období druhé polské republiky byl senátorem, v letech 1927–1930 byl prezidentem Svazu polských spisovatelů (Związek Zawodowy Literatów Polskich) a v letech 1933–1939 prezidentem Polské akademie literatury (Polska Akademia Literatury).
Je pochován na hřbitově „Cmentarz Powązkowski” ve Varšavě.

## Dílo

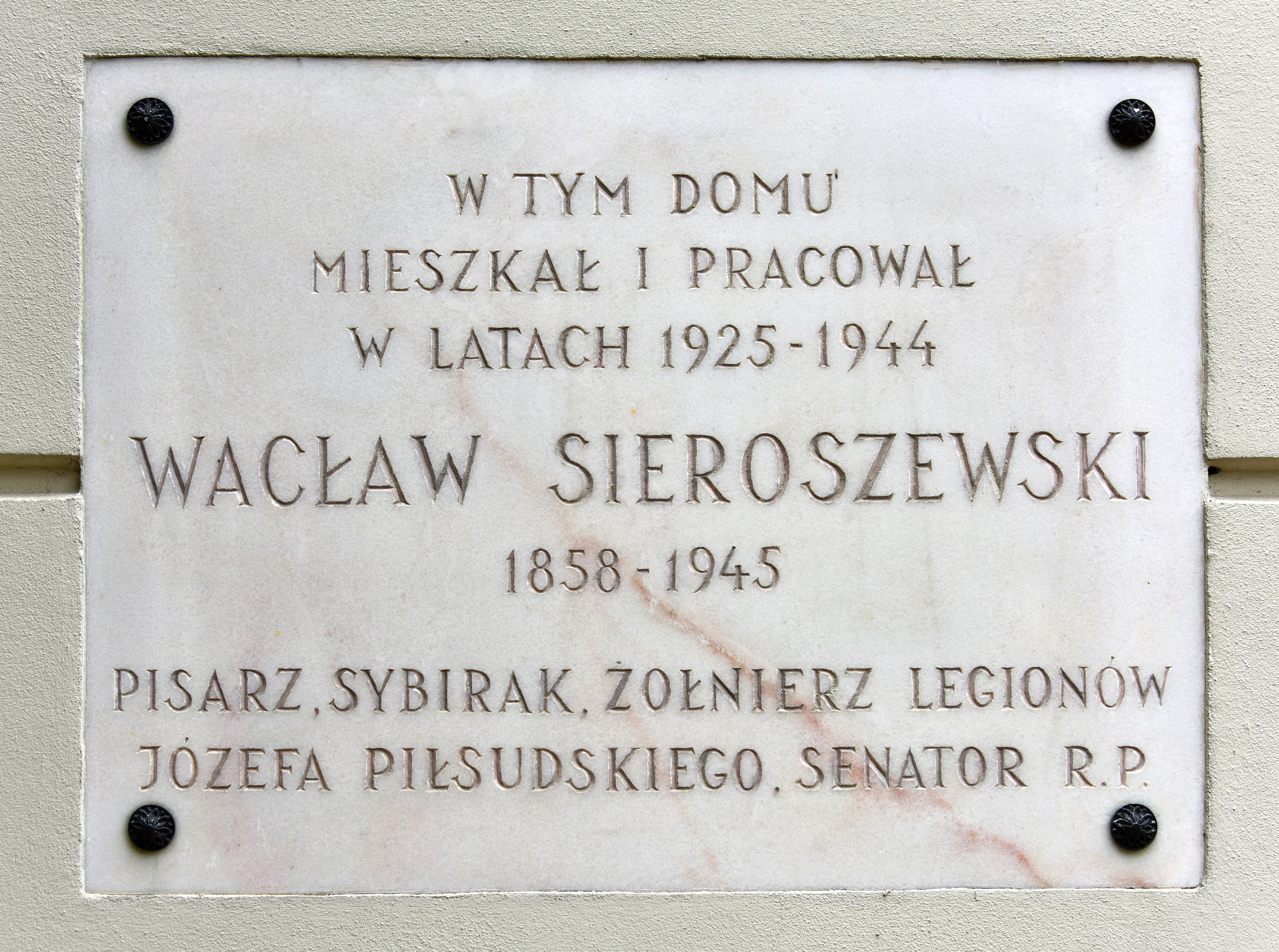
Pamětní deska na domě, v kterém žil (ulica Górnośląska 16, Varšava)

Je znám jako autor románů a především povídek, ve kterých popisuje život na Sibiři a Dálném východě. Mimo to psal i práce etnografické.

## Spisy
Etnografické práce:
- Dwanaście lat w kraju Jakutów (Dvanáct let v kraji Jakutů)
- "Korea. Klucz Dalekiego Wschodu" (Korea – klíč k Dálnému východu)
- "Wśród kosmatych ludzi" (Mezi chlupatými lidmi)

Krásná literatura:
- Na kresach lasów – román
- W matni – povídka
- Z fali na falę – povídka
- Latorośle - povídka
- Jesienią - povídka
- Chajlach - povídka
- Skradziony chłopak- povídka
- W ofierze bogom - povídka
- Czukcze- povídka
- Powieści chińskie – povídka
- Ol-Soni-Kisań – povídka
- Z życia Korei – povídka
- Beniowski – román
- Ocean – román
- Jan-Guj-Tzy - román
- Ucieczka- román (1904)
- Ocean (Oceán)
- Zamorski diabeł (Zámořský ďábel)
- Miłość samuraja

### česky vyšlo
- Oceán, přeložil Jaroslav Rypáček (=Jaroslav Radimský), Jos. R. Vilímek po 1900
- Na pokraji pralesa, přeložil Albin Straka, Zář, 1905
- Čínské povídky, přeložil Jaroslav Ráček (=Jaroslav Radimský), Kamilla Neumannová, 1906
- Zámořský ďábel, přeložil Jaroslav Ráček (=Jaroslav Radimský), Kamilla Neumannová, 1906
- Mezi ledy, přeložila Vilma Sokolová, F. Šimáček, 1907 [1]
- Sibířské povídky, přeložil Karel V. Rypáček, Alois Hynek, 1910
- V pasti, přeložil Karel V. Rypáček, Jan Otto, 1911
- Letorosty, přeložil Hanuš Sedláček, Topič, 1911
- Dvě sibiřské povídky, přeložil František Tmej, Jan Otto, 1911
- Zámořský ďábel, přeložil Karel V. Rypáček, Jos. R. Vilímek, 1912
- Dary Severákovy, Jos. R. Vilímek, 1918
- Beniowski, román, přeložil Jaroslav Rypáček (=Jaroslav Radimský), Jos. R. Vilímek, 1919 [2]
- Osud a jiné povídky z Japonska, přeložil Jiří Plachý, Karel Beníško, 1920
- Manželství, přeložil Jaroslav Rypáček (=Jaroslav Radimský), Karel Beníško, 1920
- Být, či nebýt (1921) [3]
- Na pomezí lesů, přeložil Karel V. Rypáček, 1921
- Zátiší (1921) [4]
- Na hranici pralesů (1924) – román ze života vyhnanců v nejsevernější Sibiři [5]
- Mezi chlupatými lidmi, přeložil Eduard Parma, Pokrok, 1927
- Dalaï-Lama – román z dálného východu, přeložil Jaroslav Radimský, Jos. R. Vilímek, 1929